# Давка в «Сокольниках»
Давка после хоккейного матча в Сокольниках (давка из-за жвачки) произошла 10 марта 1975 года во дворце спорта «Сокольники» в Москве после завершения товарищеского матча между юниорской сборной СССР и канадской юниорской командой Barrie Co-op.
В давке погиб 21 человек, среди которых 13 детей школьного возраста, 25 человек получили увечья. 

## События
В начале 1975 года канадская хоккейная юношеская команда Barrie Co-op из провинции Онтарио приехала в Советский Союз для проведения товарищеских матчей с советскими юниорами возрастом около семнадцати лет. Всего планировалось проведение пяти матчей: по две игры с юношеской сборной СССР, две с московским «Спартаком» и одна с командой «Крылья Советов». Спонсором поездки являлся мировой лидер по производству жевательной резинки «Wrigley». По условиям контракта канадские игроки получили по пятнадцатикилограммовой коробке жевательной резинки этой фирмы, которую они обязаны были бесплатно раздавать. Именно эти подарки сыграли роковую роль в развернувшейся трагедии. Были в составе делегации и представители фирмы-спонсора. По многочисленным свидетельствам, канадцы разбрасывали жвачку чуть ли не во время игры, а потом в рекламных целях фотографировали и снимали на кинокамеру, как толпы московских детей, обезумевших от счастья прикосновения к запретному западному продукту, кидались её собирать.
Импортная жвачка была желанным предметом для советских школьников. Дети нередко выпрашивали жевательную резинку у иностранных туристов. Учителя и вожатые боролись со жвачкой, заставляли публично выплёвывать, пугали язвой и гастритом, отчитывали на собраниях и классных часах, вызывали в школу родителей.
Матч 10 марта был третьим в серии, и слухи о добрых канадцах, раздающих вожделенное лакомство, уже облетели московские школы. Именно подростки составляли большую часть зрителей.

«Мне повезло — вместе с двумя одноклассниками мы уселись на первом ярусе в третьем ряду — как раз напротив скамейки канадцев. Всю игру канадцы оборачивались и кидали детям жвачку и наклейки. В зале сидели солдаты и милиция — и они многим не позволяли всё это подбирать. В девятом ряду сидели иностранцы, но и к ним нам не разрешали приближаться.

Матч закончился 3:3, и как раздалась сирена, мы устремились к выходу, чтобы успеть к посадке иностранцев в автобусы — там ещё что-то можно было ухватить. Если б мы знали, что из-за этой жвачки наш друг Вовка погибнет!» — из свидетельских показаний А. Назарова (15 лет)
На матч во дворце спорта собралось 4,5 тысячи зрителей. Зал был заполнен полностью, но тем не менее в вечер матча директор катка «Сокольники» отсутствовал. Его заместитель, посчитав, что матч проходит спокойно, также покинула каток. Из персонала катка остались лишь дежурный администратор, находившийся у служебного входа, и электрик (находившийся в состоянии алкогольного опьянения), который, предположив, что все зрители уже покинули трибуны, преждевременно погасил, перепутав рубильники, всё освещение дворца спорта.

«После матча мы с мужем пошли к выходу. Когда до конца лестницы осталось ступенек 20, я увидела, как какой-то мужчина поднял мальчика и кричал: „Остановитесь!“. Но народ всё равно напирал. Мне удалось пройти мимо упавших. Выйдя на асфальт, я начала искать мужа. Рядом пластами лежали люди, и милиция пыталась хоть кого-то вытащить из завала. Мужа вытащили и стали делать ему искусственное дыхание. Затем я вместе с ним села в автобус и поехала в Остроумовскую больницу, где муж и скончался». — из свидетельских показаний Л. Биченковой
В 1975 году во дворце спорта «Сокольники» было всего четыре выхода. И один из них, юго-восточный, ближайший к метро, он же ближайший к канадским автобусам, был закрыт. Вспоминает один из работников дворца:

«На трибунах была в основном молодежь. После матча милиция проводила зрителей, сидевших на юго-востоке, к северо-восточному выходу, потому что там ворота якобы были открыты. Как оказалось, второй выход был закрыт, но никто не знал об этом. Народ хлынул туда, где стоял автобус с игроками гостей, их родителями, канадскими болельщиками. По трибунам пронёсся слух, что там раздают жевательную резинку.
Когда люди узнали о раздаче жевательной резинки, они побежали на ту часть балкона. Вроде бы снизу от автобуса жвачку кидали на балкон. Наверное, что-то не долетало и падало на землю. Все решили побежать за ней по лестнице, не зная, что юго-восточный выход закрыт. Там была так называемая накопительная площадка. Очевидно, там всё и началось. Кто-то споткнулся, упал — и… Навалились друг на друга, образовалась куча-мала. Сейчас там полуоткрыто всё, а тогда было более глухо, напоминало бункер». 
Десятки людей оказались в западне: впереди им преграждала путь запертые решетчатые ворота 2-метровой высоты, а сзади напирала толпа. Было такое давление на решетчатые ворота, что они рухнули, и люди, которые были у самого выхода, сразу упали, а на них сверху навалились стоявшие сзади.

«Мне было 17 лет, я ходил на занятия в училище. Жил в Сокольниках, на Стромынке. Нас было трое. Я, Анатолий Зудин и Виктор Заика. Играли юниорская сборная СССР и канадская команда „Бэрри Коап“. Народу было немного — точно не полный зал. Наши проигрывали в одну шайбу. По-моему, счет был 2:3. Я подумал: „Ну что сидеть?“ И мы вышли. Закурили. Через пару минут услышали крики со стороны выхода. Вернулись, а решетчатая дверь закрыта на замок. И свет на улице не горит. А ведь горел! Темнота, и у закрытой двери скапливаются люди, с верхней площадки на которых напирает толпа. Кто повесил этот замок? Зачем?! Мы ведь только что вышли!» — вспоминает свидетель Александр Гончаров — «Когда мы вышли с ребятами за три минуты до конца матча, свет на улице горел как ни в чём не бывало. Когда услышали и вернулись, была уже кромешная тьма. При этом в других местах, поодаль, свет был. Я обратил на это внимание и удивился ещё тогда не меньше, чем тому, что закрыли выход. В суматохе, когда вытаскивали людей из завала, я уронил шапку. Поднял с земли и снова надел — и только дома обнаружил, что шапка на мне чужая. Вот как было темно!»
Канадцам разрешили продолжить турне и сыграть оставшиеся два матча — с «Крыльями Советов» (14 марта) и «Спартаком» (16 марта). В советских СМИ о трагедии в Сокольниках не было ни слова (даже небольшую заметку в газете «Вечерняя Москва» без сообщения о числе жертв и комментариев напечатать не позволили). Но на уровне слухов происшествие обсуждалось в столице очень широко.

### Матч
Матч закончился со счётом 2:3 (1:0, 1:2, 0:1). В сборной СССР хет-трик сделал Сергей Тукмачёв, играл Михаил Третьяков, на воротах стоял Дмитрий Курошин.

## Итог

Мемориальная доска в память о жертвах давки

Суд приговорил директора дворца спорта Александра Борисова к трём годам лишения свободы, его заместителя приговорили к условному сроку, начальника 79-го отделения милиции и начальника отдела ППС Сокольнического РУВД — к трём годам лишения свободы каждого (максимальное на то время наказание по статье 172 УК РСФСР об ответственности за халатное исполнение своих служебных обязанностей), но уже в декабре того же 1975 года все осуждённые были амнистированы. А. Борисов получил назначение на должность директора БСА «Лужники».
Был снят с должности заведующий отделом спортсооружений Московского городского спорткомитета Николай Козырин, находившийся в тот день в заграничной командировке в Гамбурге, ФРГ.
После трагедии дворец спорта «Сокольники» закрыли на долгую реконструкцию. Внутри арены были расширены проходы, уменьшен угол наклона лестниц, улучшено освещение на входах. С четырёх до десяти увеличено количество лестниц для входа и выхода.
Принимая во внимание приближающуюся Олимпиаду-80, руководство страны приняло решение наладить производство жевательной резинки в СССР. В 1976—77 году вступили в строй линии по выпуску первой советской жвачки в Бийске, Ереване, Ростове-на-Дону, Таллине, а позднее — и в других городах.
В апреле 2013 года на стадионе появилась мемориальная табличка в память о жертвах трагедии.